# Attentat de mars 2016 au Yémen
L'attentat du 4 mars 2016 au Yémen est une fusillade non revendiquée survenue à Aden, au Yémen, dans un hospice des Missionnaires de la Charité. Elle fit au moins 16 morts dont quatre sœurs et onze employés. Un prêtre salésien fut par ailleurs enlevé. Il s'agissait du père Tom Uzhunnalil, gardé en otage jusqu'au 12 septembre 2017.
Lors de l'Angélus du 6 mars suivant, le pape François rendit hommage aux quatre religieuses qu'il qualifia de « martyres d'aujourd'hui qui ont donné leur sang pour l'Église ».
À la fin du mois de novembre 2017, les tombes des sœurs martyres furent profanées lors de l'attaque du cimetière d'Aden.